# Hidamari ga Kikoeru
Hidamari ga Kikoeru (ひだまりが聴こえる, lit. Puc sentir el lloc assolellat) és una sèrie de manga de gènere yaoi, escrita i dibuixada per Yuki Fumino. Ha estat serialitzada a la revista Canna de l'editorial France Shoin des del 21 de desembre de 2013, amb quatre volums publicats actualment. Va començar com un manga one-shot, però després de l'èxit d'aquest es varen crear dues seqüeles; Hidamari ga Kikoeru: Kōfuku-ron i més recentment Hidamari ga Kikoeru: Limit. Es va estrenar una pel·lícula live-action el 24 de juny de 2017.

## Argument
Durant la preparatòria, en Kohei Sugihara va patir una sobtada pèrdua d'audició neurosensorial i des d'aleshores ha tingut dificultats per relacionar-se amb l'altra gent. Ara, com a estudiant universitari, la seva situació no ha millorat gaire i té problemes per integrar-se a la vida diària del campus. Un dia coneix per accident a l'alegre Taichi Sagawa, qui s'ofereix a agafar apunts a les classes per ell a canvi de menjar. A en Taichi el molesta que en Kohei no s'obri al món i li assegura que la seva pèrdua d'audició no és culpa seva. Les paraules d'en Taichi tenen un efecte profund a en Kohei, i aviat els seus sentiments cap a aquest es converteixen en amor.